# Paolo Enriques
Paolo Enriques (Livorno, 17 agosto 1878 – Roma, 26 dicembre 1932) è stato uno zoologo italiano.

## Biografia
Sposò Maria Clotilde Agnoletti Fusconi e fu padre di Enzo Enriques Agnoletti e Anna Maria Enriques Agnoletti. Era fratello minore del matematico Federigo Enriques. La sorella Elbina Marianna Enriques sposò il matematico Guido Castelnuovo. Enriques insegnò Zoologia e Anatomia Comparata all'Università di Sassari (dal 1917 al 1921), poi nel 1922 divenne professore di Zoologia all'Università di Padova e direttore dell'Istituto di Zoologia e Anatomia Comparata. Sviluppò un interesse per la biologia cellulare, la fisiologia e la genetica. Fra le sue opere si annoverano Teoria cellulare (1911), Eredità dell’uomo (1924) e Le leggi di Mendel e i cromosomi (1932). Morì in un incidente d'auto a Roma.